# Naseem Hamed
Naseem Hamed (født 12. februar 1974 i Sheffield, Yorkshire, England), almindeligvis kendt som "Prince" Naseem eller "Naz" er en britisk tidligere professionel bokser, der konkurrerede fra 1992 til 2002. Han havde adskillige verdensmesterskabstitler i fjervægt, herunder WBO-titlen fra 1995 til 2000; IBF-titlen i 1997; og WBC–titlen fra 1999 til 2000. Han regerede også som IBO mester fra 2002 til 2003; og havde den Europæiske bantamvægt -titel fra 1994 til 1995. Hamed er rangeret som den tredje bedste britiske nogensinde på BoxRec.  I 2015 blev han indledt i International Boxing Hall of Fame.
Hamed var kendt for sin ukonventionelle boksestil og spektakulære ringindgange, som omfattede at komme ind i ringen på et flyvende tæppe, en elevator og en palanquin, såvel som at genindføre Michael Jacksons Thriller-musikvideo og iført en Halloween-maske. Han var også kendt for sin saltomortale over det øverste reb ind i ringen, hans stærkt atletiske og hårdtslående southpaw-boksestil og formidable etslags knockout-strøm; hvor han afsluttede sin karriere med en knockoutprocent på 84%.
Han begyndte sin professionelle boksekarriere som 18-årig i 1992. Hans mest bemærkelsesværdige sejre var mod Steve Robinson, Said Lawal, Manuel Medina, Tom "Boom Boom" Johnson, Jose Badillo, Kevin Kelley, Wayne McCullough, Cesar Soto, Vuyani Bungu, Augie Sanchez og Manuel Calvo.
Hans eneste nederlag var til mexicanske Marco Antonio Barrera den 7. april i 2001 i MGM Grand Garden Arena, i Nevada i USA.